# Roche Méane
La roche Méane est une montagne du massif des Écrins située dans le département français des Hautes-Alpes.

## Géographie
Sous le sommet culminant à 3 712 m d'altitude se trouvent des falaises rocheuses puis les glaciers du Clot des Cavales, de la Grande Ruine et le glacier Supérieur des Agneaux. Pour avoir une belle vue sur ce sommet, il faut aller au lac du Pavé et au refuge du Pavé situé sur l'autre flanc de la vallée[réf. souhaitée]. On y accède depuis la vallée de la Romanche (près de Villar-d'Arêne) par un chemin facile ou par La Bérarde par un chemin difficile.